# À l'ombre de la haine
Pour plus de détails, voir Fiche technique et Distribution.
À l'ombre de la haine (Monster's Ball) ou Le Bal du Monstre au Québec est un film américain réalisé par Marc Forster et sorti en 2001.

## Synopsis
Tout comme son père y avait travaillé, Hank Grotowski et son fils Sonny travaillent dans le couloir de la mort d'une prison du sud des États-Unis. À la suite du suicide tragique de Sonny, Hank va quitter son poste et faire la connaissance de la femme de Lawrence Musgrove, un Noir qu'il a récemment exécuté.
Leticia et Hank se rencontrent dans un cadre plutôt sordide, car il fait sa connaissance alors qu'elle est sous la pluie, couverte de sang, avec son fils de 10 ans, Tyrell, couché par terre après s'être fait percuter par une voiture. Hank ramène Leticia et Tyrell à l'hôpital en catastrophe mais, trop tard, car Tyrell est déjà mort.
Meurtris par ces événements terribles, Hank et Leticia, que bien des choses opposent, vont progressivement se rapprocher pour finalement tomber amoureux, et ainsi s'aider à supporter leurs peines et culpabilités.

## Développement

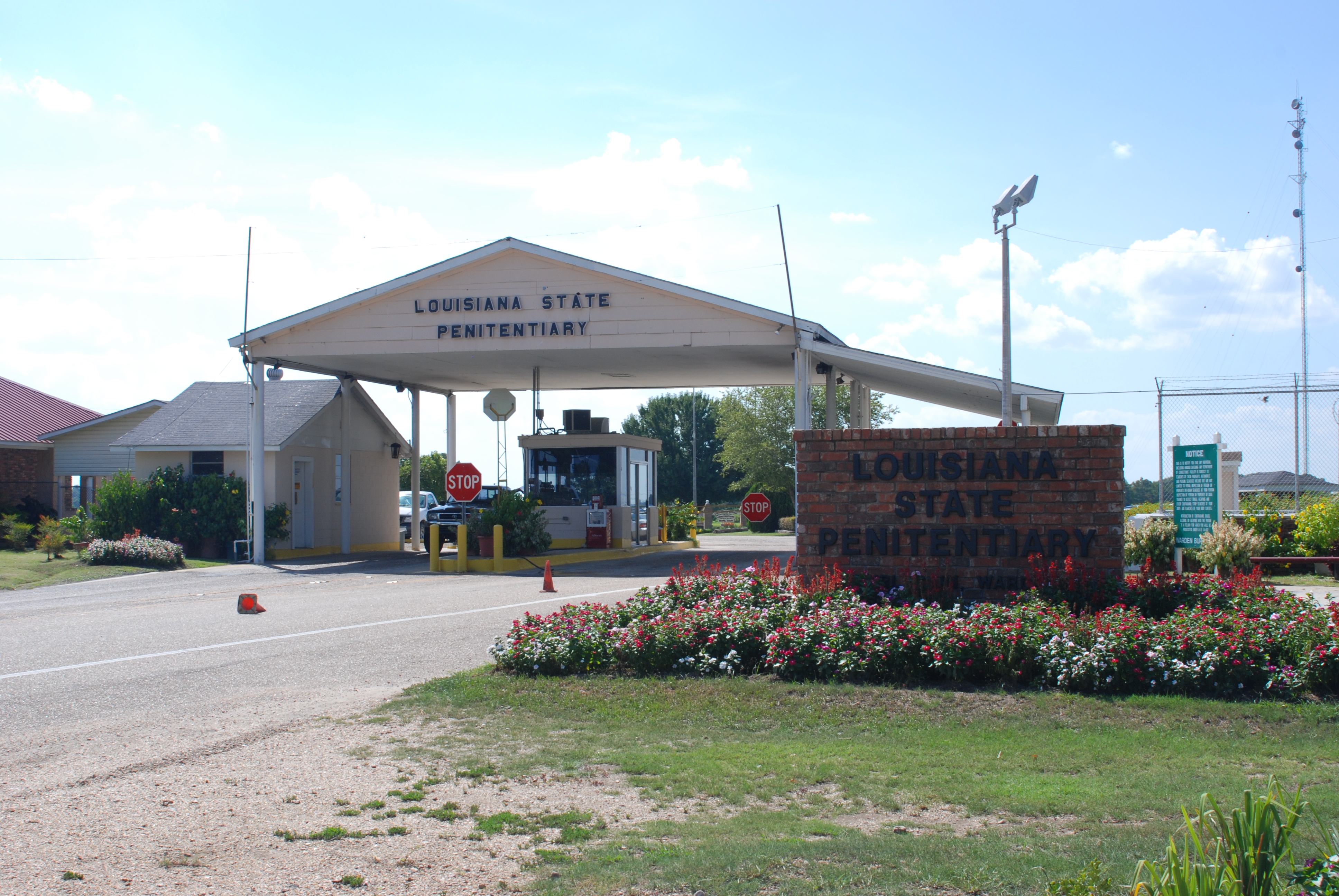
Pénitencier d'État de Louisiane

Les créateurs d'À l'ombre de la haine ont filmé les scènes de prison dans le pénitencier d'État de Louisiane.

## Fiche technique
- Titre : À l'ombre de la haine
- Titre original : Monster's Ball
- Titre québécois : Le bal du monstre
- Réalisation : Marc Forster
- Scénario : Milo Addica, Will Rokos
- Production : Lee Daniels, Milo Addica, Eric Kopeloff, Will Rokos, Michael Burns, Michael Paseornek, Mark Urman
- Images : Roberto Schaefer
- Musique : Asche & Spencer, Chris Beaty (non crédité)
- Société(s) de production : Lee Daniels Entertainment
Lions Gate Films
- Société(s) de distribution : Lions Gate Films ( États-Unis), Metropolitan Filmexport ( France)
- Pays de production :  États-Unis
- Genre : dramatique
- Format : Couleurs - 2,35:1 - son DTS, Dolby, SDDS -  35 mm (anamorphique)
- Budget : 4 000 000 $ (estimation)
- Durée : 111 minutes
- Dates de sortie :
  - États-Unis :
    - 11 novembre 2001 (AFI Film Festival)
    - 1er mars 2002 (sortie nationale)

  - France : 20 mars 2002
- Certification :
  - France : Interdit aux moins de 12 ans
  - États-Unis : USA-R (censored version) (certificate #38589)

## Distribution
- Billy Bob Thornton (VF : Gérard Darier[2] ; VQ : Jean-Marie Moncelet) : Hank Grotowski
- Halle Berry (VF : Déborah Perret[3] ; VQ : Isabelle Leyrolles) : Leticia Musgrove
- Heath Ledger (VQ : Gilbert Lachance) : Sonny Grotowski
- Dante Beze (VF : Bruno Henry) : Ryrus Cooper
- Peter Boyle (VF : William Sabatier ; VQ : André Montmorency) : Buck Grotowski
- Sean J. Combs (VF : Bruno Dubernat ; VQ : Jean-François Beaupré) : Lawrence Musgrove
- Milo Addica : Tommy Roulaine
- Coronji Calhoun (VF : Maël Davan-Soulas) : Tyrell Musgrove

## Distinctions

### Récompenses
- Oscar de la meilleure actrice pour Halle Berry
- Berlinale 2002 : Ours d'argent de la meilleure actrice pour Halle Berry

## Autour du film
- Oliver Stone et Sean Penn étaient les premiers choix pour réaliser le film mais le producteur Lee Daniels finit par choisir Marc Forster après avoir vu son travail sur La Somme de toute chose (en).
- Tommy Lee Jones et Robert De Niro étaient les premiers choix pour incarner Hank Grotowski.
- Angela Bassett, Queen Latifah, Jennifer Lopez et Vanessa Williams devaient incarner Leticia Musgrove mais ont toutes refusé le rôle en raison des scènes de sexe.
- Wes Bentley devait incarner le rôle de Sonny Grotowski mais avant le début du tournage, en raison de son addiction à la drogue, le rôle lui fût retiré et confié à Heath Ledger.
- Billy Bob Thornton révèle que la scène du film la plus difficile à tourner ne fut pas la scène de sexe avec Halle Berry, mais celle où son personnage agresse violemment celui de Heath Ledger qui joue son fils, car Thornton était père de deux enfants.